# Museo Nacional de Historia (Bulgaria)

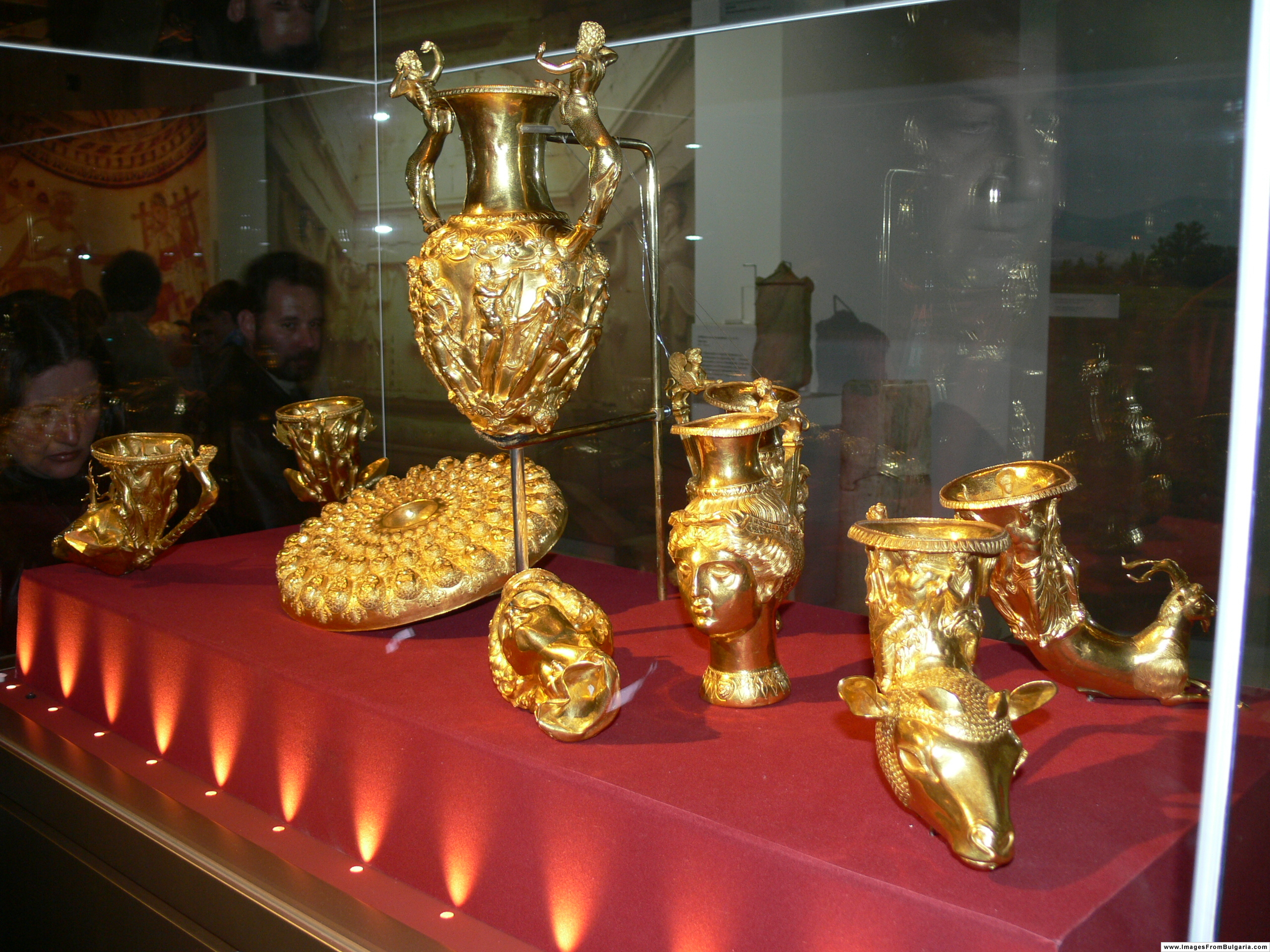
Oro de Panagyurishte.

El Museo Nacional de Historia de Bulgaria (en búlgaro: Национален исторически музей, Natsionalen istoricheski muzey) está situado a 7 km a las afueras de Sofía siendo el mayor museo búlgaro. Fue inaugurado el 5 de mayo de 1973 siendo su primera exposición representativa en 1984 conmemorando los 1300 años de historia del estado búlgaro que se habían celebrado en 1981. En el año 2000 el museo se trasladó a su actual emplazamiento ocupando la anterior residencia del presidente.
Los fondos del museo contienen alrededor de 650.000 piezas de las que sólo se exponen el 10%.

## Exposición
La exposición se articula en dos plantas principalmente ordenadas cronológicamente. 

### Planta baja
Esta planta no es expositiva y aquí se encuentra las tiendas, guardarropa, etc.

### Primera planta
En esta planta están situadas las salas de la Prehistoria, Tracios antiguos, griegos y romanos, Bulgaria medieval y Bulgaria en el periodo otomano.
Las principales piezas expuestas en esta planta son:
- escultura de la Madre Tierra: Hallada en las afueras de Targovishte tiene 14 cm de alto y una datación de hace 6500 años.
- Oro o Tesoro de Panagyurishte: Tesoro de oro tracio del siglo III a. C.
- Fresco del Juicio Final: Fresco del siglo XVII que representa el tema del Juicio Final.

### Segunda planta
En la segunda planta se encuentran las salas dedicadas a la historia de Bulgaria tras la liberación de 1878, trajes típicos y artesanía y exposiciones temporales.

## Directores
- Straschimir Dimitrow (junio de 1974 - 31 de diciembre de 1975)
- Emil Zanow (1 de enero - 31 de agosto de 1976)
- Wasil Gjuselew (1 de septiembre de 1976 - 31 de diciembre de 1977)
- Antscho Antschew (enero de 1978 - agosto de 1983)
- Simeon Damjanow (agosto de 1983 - octubre de 1985)
- Rumen Katintscharow (noviembre de 1985 - diciembre de 1994)
- Boschidar Dimitrow (diciembre de 1994 - 1 de agosto de 1998)
- Ilja Prokopow (4 de agosto de 1998 - 6 de febrero de 2001)
- Teofana Matakiewa-Lilkowa (febrero de 2001 - diciembre de 2001)
- Boschidar Dimitrow (desde diciembre de 2001)